# Recover, Vol. 1
Recover, Vol. 1 è il primo EP di una serie della cantante statunitense Amy Lee. L'EP, pubblicato il 19 febbraio 2016, contiene quattro cover di canzoni che hanno ispirato artisticamente la cantante e caratterizzato il suo periodo di formazione e il suo modo di comporre.

## Concepimento e registrazioni
Il progetto ebbe inizio il 27 ottobre 2015, quando Amy Lee pubblicò, nel suo nuovo canale di youtube creato ad hoc per l'occasione, il primo video di quella che sarebbe stata una serie di cover. Questo era il videoclip di It's a Fire dei Portishead.
Seguirono altre tre cover correlate ad altrettanti video musicali. Queste furono rispettivamente With or Without You (10 novembre 2015), Going to California (1º dicembre 2015) e Baby Did a Bad Bad Thing (15 dicembre 2015). Inizialmente non era stata annunciata alcuna messa in vendita di tali tracce, ma in seguito venne annunciato dalla stessa cantate che queste cover sarebbero state pubblicate in download digitale all'interno di un EP chiamato Recover, Vol. 1, lasciando quindi presagire l'uscita di altri EP contenenti cover in futuro:
Grazie per l'ascolto, e grazie a tutti quegli incredibili artisti che mi hanno influenzato.»
La scelta delle canzoni venne guidata dal forte impatto che queste hanno avuto negli anni formativi della cantante, nei suoi momenti di vista quotidiana e, come ispirazione, nel suo modo di scrivere, comporre e suonare. Alcune di queste cover rimangono molto fedeli alle originali, altre sono state considerevolmente cambiate. La nuova versione di With or Without You ha avuto origine da un sogno fatto dalla cantante: « Qualche volta sogno in musica. Questa versione cupa dell'immortale canzone degli U2 stava risuonando nella mia mente quando mi sono risvegliata una mattina. [...] Quando ho incominciato a riacquistare coscienza, ho semplicemente continuato a pensare "non lascialo andare, non dimenticare!", e sono andata dritta al piano di sopra e ho buttato giù il synth e la base vocale ». Le cover sono state tutte concepite e registrate nel 2015, tranne "Baby Did a Bad Bad Thing", il cui percorso travagliato trova origine nel 2009. Infatti, questa fu inizialmente registrata per la colonna sonora del film Quella casa nel bosco, ma fu in seguito scartata. Nonostante ne venne poi programmata la pubblicazione all'interno del terzo album degli Evanescence, la casa discografica obbligò la band ad abbandonare la strada sperimentare per intraprendere un percorso più canonico. Non nascondendo un certo disappunto per la disavventura con quello che lei chiama "disco rotto" (che la cantante è comunque intenzionata a pubblicare in futuro), Amy dichiarò: « Dato che questa è una cover, ho deciso di mixarla nel modo che ho voluto e di pubblicarla insieme alle altre cover che ho realizzato recentemente. È una così bella sensazione poterla finalmente condividere! CHE DOLCE LIBERAZIONE! ».

## Pubblicazione e promozione

Screendshot tratto da Baby Did a Bad Bad Thing. I quattro video, diretti dal regista Eric Anderson, sono stati girati secondo una stessa linea concettuale e visiva.

L'album venne pubblicato il 19 febbraio 2016 sotto differenti case discografiche indipendenti, esclusivamente in formato digitale. Per via della sua distribuzione indipendente, la promozione dell'album si è mossa prevalentemente sul web, basandosi sull'utilizzo dei social network, ma anche dei più famosi magazine/blog di musica online del settore.
Anticipato da un progetto promozionale, l'EP non fu reso noto fino alla data della sua effettiva di pubblicazione. Questo progetto prevedeva la pubblicazione regolare dei videoclip delle cover, che di volta in volta venivano svelate al pubblico. Tali video, diretti dal regista Eric Anderson, vennero girati in bianco e nero su di una stessa linea concettuale e visiva, alternando scene di live session ad altre di recitazione. Il primo ad essere pubblicato fu il video di It's a Fire, il 27 ottobre 2015. Seguirono quindi, a distanza di una quindicina di giorni l'uno dall'altro, i video di With or Without You, Going to California e Baby Did a Bad Bad Thing (pubblicati rispettivamente il 10 novembre, il 1° e il 15 dicembre). Diversi giorni dopo la pubblicazione di ogni videoclip, di queste cover veniva puntualmente reso disponibile l'ascolto su Spotify sotto forma di "Singolo", con tanto di copertina. Durante quel periodo non venne reso disponibile alcun download o alcuna dichiarazione che facesse intendere se e come queste tracce sarebbero state commercializzate. Sarà solo l'anno successivo, 19 febbraio 2016, che queste tracce verranno finalmente pubblicate sotto forma di download all'interno di un EP intitolato "Recover, Vol. 1", a seguito di un inaspettato annuncio da parte della cantante.
La promozione non ha visto un particolare utilizzo di esibizioni dal vivo. A fare eccezione sono state le poche esibizioni, completamente acustiche, di Going to California. Eseguite tra 13 e il 17 novembre 2015, durante il tour invernale del 2015 degli Evanescence. Queste esibizioni anticiparono la pubblicazione del video della cover in questione (avvenuta il primo dicembre).

## Tracce
1. It's a Fire – 3:43 (Geoff Barrow, Beth Gibbons, Adrian Utley)
2. With or Without You – 4:09 (Daniel Lanois, Brian Eno)
3. Going to California – 3:24 (Jimmy Page, Robert Plant)
4. Baby Did a Bad Bad Thing ([25]) – 2:48 (Chris Isaak)

Durata totale: 14:04

## Crediti
- Amy Lee - voce, piano, programmatrice, riarrangiamenti, produzione
- Dave Eggar - violoncello, produzione
- Jordan Berliant - chitarra, mandolino
- Will B. Hunt - percussioni, produzione
- Chad Copelin - performer
- Steve Lillywhite - produzione